# Myōhon-ji
Le Myōhon-ji (妙本寺) est un des plus anciens temples du bouddhisme de Nichiren situé à Kamakura, dans la préfecture de Kanagawa. Son nom officiel est Chōkō-zan Myōhon-ji (長興山妙本寺). « Choko » vient du nom posthume du père de Nichiren et « Myohon » de celui de sa mère.

## Histoire
En 1202, Minamoto no Yoriie devient shogun à l'âge de 18 ans. Le pouvoir véritable reste aux mains de son grand-père, Hojo Tokimasa et de sa mère Masako. Yoriie épouse Wakasa, fille de Hiki Yoshikazu, général et guerrier sur qui il compte beaucoup. Peu de temps après, Wakasa donne naissance à un garçon nommé Kazuhata, qui doit être le successeur légitime du shogunat. Hojo Tokimasa invite Hiki Yoshikazu pour des pourparlers de paix, puis le fait assassiner et détruire sa maison par le feu en 1203.
Hiki Yoshimoto est le seul survivant de cette tragédie. Il s'enfuit à Kyoto où il rencontre Nichiren et devient son disciple. Yoshimoto retourne à Kamakura quand il est beaucoup plus âgé. À son retour, il construit le Myōhon-ji sur son terrain résidentiel à Kamakura pour consoler les âmes de ses ancêtres.
Les tombes de tous les membres de la famille Hiki et de leurs proches sont sur le côté droit du jardin. Auparavant, les tombes étaient au Ankokuron-ji, mais dans les années 1920, elles ont été transférées au Myōhon-ji.

## Soshi-dō
Le soshi-dō, c'est-à-dire le « bâtiment du fondateur », est la plus grande et plus importante structure sur le terrain. Une statue en bois de Nichiren a été faite au XIVe siècle par le prêtre Nippo (1259-1341) et est le principal objet de culte contenu à l'intérieur de la salle.

## Niten-mon
Le Niten-mon, ou « deux portes du ciel », est construit en 1840. C'est une porte d'un rouge lumineux située juste devant le soshi-dō. Une paire de statues, Tamonten et Jikokuten, se trouve à l'intérieur.

## Bâtiments  adjacents

### Jakushi-dō
Le nom complet du Jakushi-dō est Jakushi Myōjin, ce qui signifie « Dieu pour le soulagement du Serpent Souffrant ».
Lorsque la femme du Shogun, Wakasa apprend que Kazuhata a été tué, elle se jette dans un puits voisin. L'esprit de Wakasa passe pour s'être transformé en un serpent. Un jour, il possède le corps de la fille de Hōjō Masamura (le septième régent Hōjō) qui est tombé gravement malade. Elle délire et rampe comme un serpent. Masamura construit alors la salle de culte Jakushi-dō pour apaiser l'esprit.

### Le puits
Le puits à proximité Jakushi Myojin est appelé « Jagyo no I », « puits en forme de serpent ».

### Statue
Une grande statue de bronze, construite en 2002, de Nichiren se trouve sur l'enceinte du temple juste devant le soshi-dō (« bâtiment du fondateur).

## Source de la traduction
- (en) Cet article est partiellement ou en totalité issu de l’article de Wikipédia en anglais intitulé « Myohon-ji » (voir la liste des auteurs).